# Béla Harkányi
Béla Harkányi, född 11 april 1869 i Pest, död 23 januari 1932 i Budapest, var en ungersk astronom.
Harkányi blev 1899 observator under Miklós Konkoly-Thege vid observatoriet i Ógyalla i dåvarande norra Ungern (numera Slovakien). Harkányi ägnade sig huvudsakligen åt astrofysikaliska undersökningar och publicerade arbeten om bland annat variabla stjärnor och fixstjärnornas temperaturförhållanden. År 1901 publicerade han fotometriska mätningar av GK Persei.